# Окатов, Михаил Фёдорович
Михаи́л Фёдорович Ока́тов (1827 — 3 марта 1901) — российский механик и физик, заслуженный профессор Санкт-Петербургского университета.

## Биография
Родился 10 (22) сентября 1827 года. Учился в Костромской гимназии и Московском университете.
По окончании в 1848 году курса физико-математического отделения философского факультета Московского университета со степенью кандидата был определён старшим учителем математики в Московский дворянский институт, откуда в связи с преобразованием института в гимназию, в 1849 году принят старшим учителем математики в 4-ю московскую гимназию, но в том же году утверждён профессором Демидовского лицея по кафедре технологии и сельского хозяйства.
В 1861—1863 годы, находясь в заграничной командировке, занимался изучением различных отраслей прикладной механики и математической физики; до 1861 года он имел многократно случаи применять свои познания по технологии и сельскому хозяйству, участвуя в качестве эксперта в обсуждении различных вопросов по этим дисциплинам. В 1865 году начал преподавание практической механики в Петербургском университете в качестве приват-доцента. В том же году защитил диссертацию на степень магистра прикладной математики: «Общая теория равновесия упругих твердых тел и разделение их на классы», и в 1866 году избран доцентом на кафедре практической механики. В 1867 году защитил диссертацию на степень доктора прикладной математики на тему «Теория равновесия и движения упругой проволоки», в которой, в частности, изложил результаты проведённого им большого экспериментального исследования коэффициента поперечной деформации для различных сортов стали. Стал читать в университете курсы: «Кинематика», «Устройство и теория паровых машин» (только в 1867/68 акад. году), «Статика».
В 1868 году был избран экстраординарным профессором на кафедре механики; был награждён орденами Св. Станислава 2-й ст. (1869) и Св. Анны 2-й ст. (1872), произведён 26 декабря 1875 года в чин действительного статского советника; в 1876 году утверждён в звании ординарного профессора. С 1874 года стал читать ещё и курс «Теория сопротивления материалов». Его деятельности университет обязан устройством кабинета практической механики.
В 1878 году заслуженным профессором вышел в отставку.
В 1867—1869 годах Окатов также преподавал прикладную механику на химическом отделении Петербургского технологического института.
В марте 1901 года был найден мертвым в своей квартире в Константинополе. По заключению судебно-медицинской экспертизы смерть наступила «от задушения посторонней рукой». Похоронен 15 марта  1901 года на греческом кладбище Балукли.

## Сочинения
- «Вторая основная теорема учения о теплоте» (Вильно, 1862)
- «Ueber das Verhältniss der Quercontractionen zur Längedilatationen» («Pogg. Annal.», т. 119)
- «Общая теория равновесия упругих твёрдых тел и разделение их на классы» (1865, магистерская диссертация)
- «Теория равновесия и движения упругой проволоки» (СПб., 1867, докторская диссертация) и на немецком языке, в «Pogg. Annal.» (т. 135), «Notiz über das Gleichgewicht eines schweren Drathes, dessen Axeine Schraubeninie bildet» («Math. Anal.», т. 2)
- «Термостатика, первая часть механической теории теплоты» (СПб., 1871).